# أمينة عباس
أمينة عباس وتُكنى أم مازن (وُلدت في عام 1942) اسمها قبل الزواج أمينة خالد مصطفى الفانوس، هي سيدة فلسطين الأولى منذ انتخاب زوجها محمود عباس رئيسًا لدولة فلسطين في 15 يناير 2005.

## حياتها
تزوجت أمينة الفانوس ومحمود عباس في عام 1958، ورُزقا بثلاث أبناء هم: مازن عام 1960، وياسر عام 1962 وطارق عام 1966. يُعد مازن عباس الابن البكر، وُلد في قطر حيث كانت تسكن العائلة، وكان يُدير شركة للبناء والعقارات فيها حتى تُوفي في 16 يونيو 2002 بقطر إثر نوبةٍ قلبية عن عمر ناهز 42 عامًا. بينما يكون ياسر عباس الابن الثاني لهما، سُمي نسبةً إلى ياسر عرفات. ويُعد طارق عباس الابن الأصغر. يملك ياسر وطارق عددًا من الشركات والمشاريع، ويصنفان رجليّ أعمال.
تُعد أمينة عباس قليلة الظهور في الإعلام المحلي والعالمي. كانت قد مثلث دولة فلسطين في المؤتمر الثاني لمنظمة المرأة العربية الذي عُقد في دولة الإمارات في عام 2008. في 12 نوفمبر 2008، قالت عباس أن: «هناك أكثر من 100 سيدة وفتاة في السجون والمعتقلات الإسرائيلية إضافة إلى 11 ألف أسير ومعتقل من أبناء الشعب الفلسطيني تعاني أسرهم من الحرمان والفقر وغياب الأحبة وفلذات الأكباد، وان هذا الوضع المأساوي وغير الإنساني للمرأة وللأسرة الفلسطينية يتطلب من الأسرة الدولية العمل لإنهاء هذا الاضطهاد والعذاب».
في 28 فبراير 2012، شاركت مع زوجة الرئيس التركي رجب طيب أردوغان أمينة أردوغان في الإشراف على حملة تبرعات خيرية لضحايا زلزال مدينة فان التركية.